# Герб Новоолексіївки
Герб Новоолексіївки — офіційний символ смт Новоолексіївка Генічеського району, затверджений рішенням сесії селищної ради. Автор - І.Д.Янушкевич.

## Опис
У синьому щиті срібний паровоз, що йде по золотих рейках, супроводжуваний знизу золотим короваєм хліба на срібному вишитому рушнику, від якого в сторони відходять два вигнутих золотих колоси. Щит вписаний в золотий декоративний картуш і увінчаний срібною міською короною.